# Giải quần vợt Wimbledon 2023 - Đôi nam xe lăn
Alfie Hewett và Gordon Reid là nhà vô địch, đánh bại Takuya Miki và Tokito Oda trong trận chung kết, 3–6, 6–0, 6–3.
Gustavo Fernández và Shingo Kunieda là đương kim vô địch, nhưng Kunieda giải nghệ quần vợt vào tháng 1 năm 2023. Fernández đánh cặp với Martín de la Puente, nhưng thua ở vòng bán kết trước Hewett và Reid.

## Hạt giống
1. Alfie Hewett /  Gordon Reid (Vô địch)
2. Joachim Gérard /  Ruben Spaargaren (Bán kết)

## Kết quả

### Từ viết tắt
| - Q = Vòng loại - WC = Đặc cách - LL = Thua cuộc may mắn - Alt = Thay thế - SE = Miễn đặc biệt | - PR = Bảo toàn thứ hạng - w/o = Thắng nhờ đối thủ rút lui trước trận đấu - r = Bỏ cuộc giữa trận đấu - d = Bị xử thua - SR = Xếp hạng đặc biệt |

### Chung kết
|  | Bán kết | Bán kết                               | Bán kết | Bán kết                | Bán kết |                          |   | Chung kết | Chung kết | Chung kết | Chung kết | Chung kết |  |
|  |         |                                       |         |                        |         |                          |   |           |           |           |           |           |  |
|  | 1       | Alfie Hewett Gordon Reid              | 7       | 6                      |         |                          |   |           |           |           |           |           |  |
|  | 1       | Alfie Hewett Gordon Reid              | 7       | 6                      |         |                          |   |           |           |           |           |           |  |
|  |         | Martín de la Puente Gustavo Fernández | 5       | 3                      |         |                          |   |           |           |           |           |           |  |
|  |         | Martín de la Puente Gustavo Fernández | 5       | 3                      | 1       | Alfie Hewett Gordon Reid | 3 | 6         | 6         |           |           |           |  |
|  |         |                                       |         |                        |         | Alfie Hewett Gordon Reid | 3 | 6         | 6         |           |           |           |  |
|  |         |                                       |         | Takuya Miki Tokito Oda | 6       | 0                        | 3 |           |           |           |           |           |  |
|  |         | Takuya Miki Tokito Oda                | 6       | Takuya Miki Tokito Oda | 6       | 0                        | 3 | 6         |           |           |           |           |  |
|  |         |                                       |         |                        |         |                          |   | 6         |           |           |           |           |  |
|  | 2       | Joachim Gérard Ruben Spaargaren       | 3       | 4                      |         |                          |   |           |           |           |           |           |  |